# 伦提斯宫
伦提斯宫 (希臘語：Μέγαρο Ρέντη) 是位于希腊雅典市中心的一座宫殿.

## 地点
该建筑位于雅典市中心的瓦西里-索菲亚斯大道 (希臘語：Λεωφόρος Βασιλίσσης Σοφίας) 和梅林街 (希臘語：Οδός Μέρλιν), 的交叉口.

## 历史和描述
这座不拘一格的宫殿建于 1928 年，由瓦西里奥斯-查格里斯 为希腊外交家和政治家康斯坦丁诺斯-雷恩提斯 设计，自 2005 年起归西奥查拉基斯基金会 所有，该基金会将其用作举办艺术和文化展览及活动的场所 · .